# Llista de compostos inorgànics
Aquest llistat conté els compostos inorgànics més comuns emprats en els laboratoris i en les indústries. Un dels objectius d'aquesta llista és afavorir la creació de nous articles de compostos químics inorgànics. Afegiu els compostos que s'hagin omès o que s'hagin descrit recentment. Els criteris seguits són:
- Per a facilitar la navegació i edició s'han agrupat per blocs de la taula periòdica en diferents articles.
- Els compostos s'han ordenat per ordre alfabètic del catió que contenen o de l'element més electropositiu en el cas de compostos covalents. Així, per exemple, els compostos de Cl, l'element més electronegatiu, no es troben amb el clor i s'han d'anar a cercar a altres elements: el clorur de níquel (II), NiCl₂, es troba amb el níquel i el tetraclorur de carboni, CCl₄, amb el carboni.
- L'ordre correspon als noms i no pas al seu símbol. Per exemple el sodi es posa a la "S" i no pas a la "N" com correspondria al seu símbol, Na. A les sals dobles el compost està ubicat amb el primer catió per ordre alfabètic.
- Els compostos del catió amoni, NH₄+ figuren com a compostos de nitrogen.
- Els àcids figuren com a compostos d'hidrogen.
- Els compostos hidratats, o hidrats, figuren deshidratats.
- La nomenclatura emprada és la recomanada per la IUPAC per aquest tipus de compostos:

1. El sistema de Stock, en funció del nombre d'oxidació del catió, pels compostos iònics que són combinacions de metalls i no metalls. Exemple: Sulfat de plom (II), PbSO₄.
2. La nomenclatura sistemàtica de proporcions pels compostos covalents entre no metalls. Exemple: Tetraòxid de dinitrogen, N₂O₄.

| Blocs d'elements                  |
| bloc s - bloc p - bloc d - bloc f |
| Blocs de la taula periòdica       |